# Eltroplectris
Eltroplectris é um género botânico pertencente à família das orquídeas (Orchidaceae). Foi proposto por Rafinesque em Flora Telluriana 2: 51, em 1836. Sua espécie tipo é a Eltroplectris calcarata (Sw.) Garay & H.R.Sweet, originalmente descrita como Neottia calcarata Sw.. O nome do gênero vem do grego eleutheros, livre, e plectron, calcar, em referência ao esporão formado pela base das sépalas e pé da coluna de suas flores.
É composto por espécies terrestres, que vivem em climas variados, mas normalmente preferem campos secos, como o cerrado, e florestas arbustivas. Podem ser encontradas em todos os estados da costa brasileira ao sul de Pernambuco, então, nos do interior, ao sul da Amazônia. Existem também nos outros países da América do Sul, que margeiam a Amazônia, além de algumas ilhas do Caribe, na Flórida, Paraguay e Argentina, do nível do mar até 1000 metros de altitude.
Distingüem-se dos outros gêneros de Spiranthinae por apresentarem folhas com longos pecíolos, em regra apenas uma ou duas durante a floração, eventualmente ausentes; e também por suas anteras, cuja base fica descoberta. Contudo, é importante notar que há controvérsias sobre as delimitações entre Eltroplectris e Pteroglossa. O especialistas não concordam quanto à definição destes gêneros bem como divergem na análise de caracteres morfológicos, muitas vezes transferindo as espécies de um para o outro.
Em 1996, Szlachetko propôs um novo gênero, Ochyrella do qual fariam parte quatro das espécies aqui relacionadas como Eltroplectris, que são as E. brachycentron Szlach., E. dalessandroi Dodson, E. triloba Lindl., e E. misera (Kraenz.) Szlach., bem como a Pteroglossa lurida (M.N.Correa) Garay, citada como tipo do novo gênero. Por enquanto mantemos estas espécies como estavam antes, tratando este gênero como sinônimo de Pteroglossa.
Eltroplectris apresenta raízes carnosas, pilosas; como já mencionamos, apenas uma ou duas folhas, de longos pecíolos, verdes escuras ou arroxeadas, inflorescência pubescente na extremidade. As flores algumas vezes são vistosas, com a sépala dorsal livre e ereta e sépalas laterais algo concrescidas. A base de labelo está colada à base das sépalas laterais formando o calcar e seus lobos laterais à base da coluna.

## Espécies
1. Eltroplectris assumpcaoana Campacci & Kautsky, Bol. CAOB 38: 108 (1999).
2. Eltroplectris brachycentron Szlach., Novon 5: 375 (1995).
3. Eltroplectris calcarata (Sw.) Garay & H.R.Sweet, J. Arnold Arbor. 53: 390 (1972).
4. Eltroplectris cogniauxiana (Schltr.) Pabst, Bradea 1: 469 (1974).
5. Eltroplectris dalessandroi Dodson, Orquideologia 19: 141 (1994).
6. Eltroplectris janeirensis (Porto & Brade) Pabst, Bradea 1: 469 (1974).
7. Eltroplectris kuhlmanniana (Hoehne) Szlach. & Rutk., Phylogeny Taxon. Subtr. Spiranthinae Stenorrhynchidinae Cyclopogoninae Centr. S. Amer. 164. (2008).
8. Eltroplectris longicornu (Cogn.) Pabst, Bradea 1: 469 (1974).
9. Eltroplectris macrophylla (Schltr.) Pabst, Bradea 1: 469 (1974).
10. Eltroplectris misera (Kraenzl.) Szlach., Polish Bot. Stud. 5: 7 (1993).
11. Eltroplectris rossii Dodson & G.A.Romero, Lindleyana 8: 197 (1993).
12. Eltroplectris schlechteriana (Porto & Brade) Pabst, Bradea 1: 496 (1974).
13. Eltroplectris triloba (Lindl.) Pabst, Bradea 1: 470 (1974).